# Gøril Snorroeggen
Gøril Snorroeggen (ur. 15 lutego 1985w Trondheim), norweska piłkarka ręczna, reprezentantka kraju grająca na pozycji środkowej rozgrywającej. Dwukrotna mistrzyni olimpijska  2008 oraz 2012. Mistrzyni Świata 2011. Dwukrotna mistrzyni Europy 2004 oraz 2006.
Obecnie występuje w duńskiej lidze, w drużynie Team Esbjerg.

## Życie prywatne
Jej siostra Marthe również uprawia piłkę ręczną.